# Ioan Bălan
Ioan Bălan (Teiuș, 11 febbraio 1880 – Bucarest, 4 agosto 1959) è stato un vescovo cattolico rumeno della Chiesa greco-cattolica rumena.

## Biografia
Ioan Bălan nacque a Teiuș l'11 febbraio 1880.

### Formazione e ministero sacerdotale
Studiò teologia presso il seminario centrale di Budapest.
Il 7 luglio 1903 fu ordinato presbitero. Proseguì gli studi a Vienna. In seguito ritornò a Blaj e nel 1909 si trasferì a Bucarest, ove si necessitava un confessore greco-cattolico.
Il 27 agosto 1916, giorno dell'ingresso del Regno di Romania nella prima guerra mondiale, fu arrestato dalle autorità rumene con l'accusa di essere una spia austro-ungarica. Presente al suo arresto, che ebbe luogo presso nella sua residenza, fu l'arcivescovo Raymund Netzhammer che riportò il fatto nelle sue memorie. Il rapporto, tratto dall'analisi delle prove raccolte durante una perquisizione, afferma che era stata trovata una cartolina del consolato austro-ungarico, con la quale padre Bălan era stato invitato a partecipare a un evento. Le altre lettere non contenevano nulla di interessante per la sicurezza dello Stato. Nonostante la protesta di alcuni intellettuali indirizzati al Primo ministro, padre Bălan fu inviato nel campo di prigionia di Huși. Il 3 settembre 1916 re Ferdinando I si dimostrò perplesso circa la vicenda con l'arcivescovo Raymund Netzhammer. Questi rispose che opinione che era rimasto vittima degli intrighi di padre Vasile Lucaciu, opinione condivisa da parte del re.
Nel 1919 tornò nuovamente a Blaj divenendo canonico metropolitano e due anni dopo rettore dell'Accademia di teologia. Nel 1929 venne nominato membro della commissione vaticana che doveva redigere il nuovo Codice dei canoni delle Chiese orientali.

### Ministero episcopale
Il 29 agosto 1936 venne nominato eparca di Lugoj. Ricevette l'ordinazione episcopale il 18 ottobre 1936 nella cattedrale della Santissima Trinità di Blaj dall'arcieparca metropolita di Făgăraș e Alba Iulia Alexandru Nicolescu, co-consacranti l'eparca di Cluj-Gherla Iuliu Hossu e quello di Maramureș Alexandru Rusu.
Alle ore 15 del 29 ottobre 1948, dopo la soppressione da parte delle autorità comuniste della Chiesa greco-cattolica rumena, venne arrestato poiché si era rifiutato di passare all'ortodossia. Condivise la sorte di altri vescovi greco-cattolici. Fu dunque portato nella villa patriarcale di Dragoslavele e poi al monastero Căldărușani a Gruiu nel febbraio del 1949. Di lì fu nuovamente trasferito al penitenziario di Sighetu Marmației nel maggio del 1950. Cinque anni dopo gli fu imposto il domicilio obbligatorio presso il monastero Curtea de Arges. Nel 1956 venne infine trasferito al monastero femminile di Ciorogârla, vicino a Bucarest, ove rimase confinato per il resto della sua vita.
Ammalatosi gravemente, morì in un ospedale di Bucarest il 4 agosto 1959. Fu sepolto nel cimitero di Bellu a Bucarest. Nei suoi confronti non era mai stato celebrato un processo e conseguentemente non era mai stata emessa una condanna.

## Beatificazione
Il processo di beatificazione iniziò il 28 gennaio 1997 con la dichiarazione di nihil obstat alla causa. Tale atto gli concesse il titolo di Servo di Dio. Il processo eparchiale approfondì la sua vita e quella degli altri sei vescovi greco-cattolici perseguitati dal regime comunista attraverso la raccolta di documentazione e testimonianze. Esso si svolse dal 16 gennaio 1997 al 10 marzo 2009. Alla fine di questo processo locale le conclusioni vennero inviate alla Congregazione delle cause dei santi a Roma che convalidò il processo il 18 febbraio 2011. Il 27 maggio dell'anno successivo venne nominato un relatore per aiutare il postulatore a redigere la positio. Nell'aprile del 2018 la positio venne consegnata alla Congregazione delle cause dei santi.
Il 19 marzo 2019 papa Francesco ricevette in udienza privata il cardinale Giovanni Angelo Becciu, prefetto della Congregazione delle cause dei santi, e lo autorizzò a promulgare il decreto riguardante il martirio dei Servi di Dio Valeriu Traian Frențiu, Vasile Aftenie, Ioan Suciu, Titu Liviu Chinezu, Ioan Bălan, Alexandru Rusu e Iuliu Hossu, vescovi; uccisi in odio alla Fede in diversi luoghi della Romania tra il 1950 e il 1970.
Vennero beatificati il 2 giugno 2019 durante una cerimonia tenutasi al Campo della Libertà di Blaj e presieduta da papa Francesco.
Il postulatore per questa causa di beatificazione congiunta fu padre Vasile Man. Il relatore fu il frate francescano conventuale Zdzisław Kijas.

## Genealogia episcopale
La genealogia episcopale è:
- Patriarca Geremia II Tranos
- Arcivescovo Michal Rahoza
- Arcivescovo Hipacy Pociej
- Arcivescovo Iosif Rucki
- Arcivescovo Antin Selava
- Arcivescovo Havryil Kolenda
- Arcivescovo Kyprian Žochovs'kyj
- Arcivescovo Lev Zaleski
- Arcivescovo Jurij Vynnyc'kyj
- Arcivescovo Luka Lev Kiszka
- Vescovo György Bizánczy
- Vescovo Inocențiu Micu-Klein, O.S.B.M.
- Vescovo Mihály Emánuel Olsavszky, O.S.B.M.
- Vescovo Vasilije Božičković, O.S.B.M.
- Vescovo Grigore Maior, O.S.B.M.
- Vescovo Ioan Bob
- Vescovo Samuel Vulcan
- Vescovo Ioan Lemeni
- Vescovo Vasile Erdély
- Arcivescovo Alexandru Şterca Şuluţiu de Kerpenyes
- Vescovo Iosif Papp-Szilágyi
- Arcivescovo Ioan Vancea
- Arcivescovo Victor Mihaly de Apşa
- Vescovo Demetriu Radu
- Arcivescovo Vasile Suciu
- Arcivescovo Alexandru Nicolescu
- Vescovo Ioan Bălan